# Rodionowica
Rodionowica (ros. Родионовица) – wieś w Rosji, w rejonie wielikoustidzkim obwodu wołogodzkiego. W 2010 r. liczyła 2 mieszkańców.